# 四合木
四合木（学名：Tetraena mongolica），为蒺藜科四合木属下的一个植物种。种名mongolica意为蒙古的。 